# بالن‌اشتات
شهر بالن‌اشتات در ایالت زاکسن-آنهالت در کشور آلمان واقع شده است.